# Melampyrum bosniacum
Melampyrum bosniacum är en snyltrotsväxtart som beskrevs av Karl Carl Ronniger. Melampyrum bosniacum ingår i släktet kovaller, och familjen snyltrotsväxter. Inga underarter finns listade i Catalogue of Life.